# 罗瓦托
罗瓦托（義大利語：Rovato），是意大利布雷西亚省的一个市镇。总面积26.1平方公里，人口18002人，人口密度689.7人/平方公里（2009年）。国家统计（ISTAT）代码为017166。